# Filistata gomerensis
Filistata gomerensis är en spindelart som beskrevs av Jörg Wunderlich 1992. Filistata gomerensis ingår i släktet Filistata och familjen Filistatidae.
Artens utbredningsområde är Kanarieöarna. Inga underarter finns listade i Catalogue of Life.